# SMArt 155

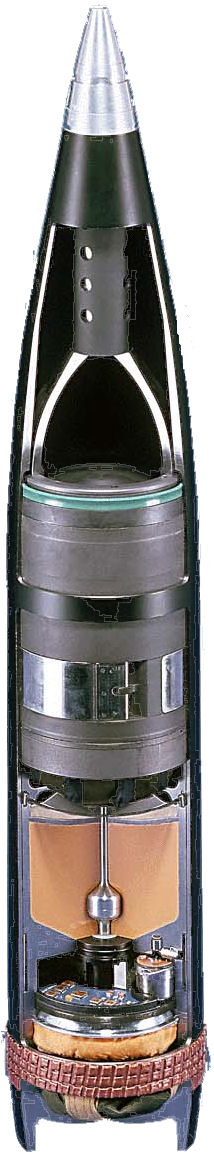
Una vista en corte de una ronda SMArt 155, que muestra ambas submuniciones. En esta imagen, la submunición inferior se muestra en corte.

El SMArt 155 es un proyectil de artillería alemán de 155 mm, diseñado para una función de ataque superior de fuego indirecto de largo alcance contra vehículos blindados. El proyectil portador SMArt contiene dos submuniciones con sensor infrarrojo y radar de ondas milimétricas, que descienden sobre el campo de batalla en paracaídas y atacan objetivos endurecidos con ojivas penetradoras formadas explosivamente. Construidas con múltiples mecanismos de autodestrucción redundantes, estas submuniciones fueron diseñadas específicamente para caer fuera de la categoría de armas de submuniciones prohibidas por la Convención de 2008 sobre Municiones en Racimo.
El nombre SMArt 155 es una contracción de su nombre alemán Suchzünder Munition für die Artillerie 155 (que significa "munición de fusible sensor para artillería de 155 mm"). SMArt es fabricado por GIWS mbh (Gesellschaft für Intelligente WirkSysteme mbH), una asociación entre las empresas de armamento alemanas Rheinmetall y Diehl BGT Defense.
GIWS comenzó la producción a velocidad completa para el ejército alemán en 1998, SMArt fue desplegado por primera vez por la Bundeswehr en el año 2000 y se ha vendido a los ejércitos de Suiza, Grecia y Australia.

## Diseño
El SMArt 155 es un proyectil de artillería de la OTAN de 155 mm diseñado para ser disparado desde los obuses Panzerhaubitze 2000 y  M109, incluida la variante Paladin. Consiste en un proyectil de artillería pesada de 47 kilogramos (104 libras) que contiene dos submuniciones autónomas, fusionadas con sensores, de disparar y olvidar. Cada una de las submuniciones contiene una ojiva EFP de alta penetración para usar incluso contra vehículos de combate blindados pesados, como los tanques de batalla principales. La ojiva EFP utiliza un revestimiento de metal pesado.
Después de que se suelta la submunición, abre un paracaídas. Mientras desciende lentamente, la submunición gira, escaneando el área de abajo con un sensor de infrarrojos y un radar de ondas milimétricas.
El sistema de sensores que se basa en varios tipos de sensores le da al SMArt 155 la capacidad de ser utilizado en todo tipo de terreno independientemente de las condiciones climáticas.

## Operación
| Fase | Cuadro                                               | Descripción |
| ---- | ---------------------------------------------------- | --- |
| 1    | Una pieza de artillería despide un Listo-155 ronda   | Una ronda SMArt-155 se dispara desde un tubo de artillería estriado estándar de 155 mm. |
| 2    | Las moscas de ronda a través del aire                | La ronda vuela en un arco balístico, con un alcance de 27,5 kilómetros (17,1 millas) |
| 3    | El ejector estira el submunitions claro de la concha | En pleno vuelo, un fusible temporizador enciende un pequeño cohete eyector en la nariz, que arrastra las dos submuniciones fuera de la carcasa. |
| 4    | El submunitions la caída libre                       | Una vez fuera del proyectil, las submuniciones caen hacia el objetivo. La carcasa y la boquilla se caen. |
| 5    | El submunitions en paracaídas                        | Las submuniciones despliegan paracaídas y, de forma independiente, descienden sobre el área en cuestión, buscando objetivos. |
| 6    | Un submunition explota por encima de un tanque       | Una vez que una submunición detecta un vehículo objetivo debajo de ella, detona su carga explosiva. Esto crea un proyectil formado explosivamente de alta velocidad que golpea el vehículo objetivo desde arriba, donde la armadura es relativamente débil, para un efecto máximo. |

## Sistemas competidores
La artillería estadounidense despliega en gran medida la ronda guiada por láser M712 Copperhead para el papel antitanque. GIWS formó una sociedad con el contratista de defensa estadounidense Alliant Techsystems, con la esperanza de vender SMArt 155 a las fuerzas armadas de Estados Unidos; hasta la fecha no se ha realizado ninguna venta. EE.UU desarrolló el sistema M898 SADARM similar (que también descendió sobre un ballute para atacar las superficies superiores de los vehículos blindados), pero se suspendió en favor del proyectil M982 Excalibur guiado por GPS.
SMArt 155 es muy similar al sistema Bofors 155 Bonus de BAE Systems AB; BONUS desciende sobre un sistema de aletas en lugar de un paracaídas.

## Operadores

Mapa con operadores SMArt 155 en azul con operadores anteriores en rojo

### Operadores actuales
- Ejército de Tierra de Australia[6][7] – reemplaza al M712 Copperhead
- Herr – Conocido como DM702A1, utilizado en el Panzerhaubitze 2000
- Ejército Griego – también se utiliza en combinación con el Panzerhaubitze 2000
- Fuerzas Armadas Suizas
- Ucrania[8]

GIWS y sus socios también han demostrado SMArt a varios otros ejércitos, incluidos los de los Estados Unidos y los  Emiratos árabes Unidos (para usar en su obús G6 existente), Perú e India. Se canceló la compra del Reino Unido en el marco de la iniciativa IFPA.